# Parafia św. Joachima i Anny w Dziewkowicach
Parafia Świętych Joachima i Anny w Dziewkowicach – parafia rzymskokatolicka, znajdująca się w diecezji opolskiej, w dekanacie Strzelce Opolskie.